# Tony Estanguet
Tony Estanguet (Pau, 6 maggio 1978) è un ex canoista e dirigente sportivo francese, specializzato nello slalom C1.
Nella sua carriera ha vinto due ori olimpici consecutivi nel C1 ai Giochi olimpici di Sydney nel 2000 e di Atene nel 2004. Inoltre può vantare ben 12 medaglie mondiali, di cui cinque d'oro, e tre titoli europei.
L'8 agosto 2008 è stato portabandiera della delegazione francese ai Giochi olimpici di Pechino, dove ha chiuso la gara al nono posto.
È stato selezionato anche per partecipare ai Giochi olimpici di Londra 2012, grazie alla sua vittoria nei campionati nazionali francesi, e qui ha ottenuto il suo terzo oro nel C1. Pochi mesi dopo annuncia il suo ritiro dall'attività.
È stato presidente del Comitato Organizzatore Olimpico e Paralimpico di Parigi 2024.

## Palmarès
- Olimpiadi

Sydney 2000: oro nello slalom C1.
Atene 2004: oro nello slalom C1.
Londra 2012: oro nello slalom C1.
- Mondiali di slalom

1997 - Três Coroas: argento nel C1 a squadre.
1999 - La Seu d'Urgell: bronzo nel C1 a squadre.
2003 - Augusta: argento nel C1 e nel C-1 a squadre.
2005 - Penrith: oro nel C-1 a squadre e argento nel C-1.
2006 - Praga: oro nel C1.
2007 - Foz do Iguaçu: oro nel C-1 a squadre e argento nel C1.
2009 - La Seu d'Urgell: oro nel C-1 e argento nel C-1 a squadre
2010 - Tacen: oro nel C-1
- Europei di slalom

Medaglia d'oro nel 2000, 2006 e 2011
Medaglia d'argento nel 2002 e 2012